# Епитафи Стевановићима на гробљу Врањача у Ртарима
Епитафи Стевановићима на гробљу Врањача у Ртарима представљају значајна епиграфска и фамилијарна сведочанства преписана са старих надгробних споменика у доњодрагачевском селу Ртари, Oпштина Лучани.
Стевановићи воде порекло од Лаза, који се са братом Тодосијем доселио у Ртаре из Нове Вароши око 1840. године. Тодосије је био ожењен Маром, ћерком Боја Томовића, али нису имали мушких потомака.
Лазо се 1847. године „призетио” у кућу Вукосава Јелесијевића, оженивши се са његовом ћерком Станиславом. Данашњи Стевановићи потомци су сина Тиосава са другом супругом Марицом.
Стевановића данас има у Ртарима, Београду, Чачку, Теочину и у Словенији. Славе стару славу Јелесијевића, Стевањдан.
Споменик мајци, првој жени и ћерки Љубисава Стевановића
Овде почива
МАРИЦА
поживи 75 год.
мајка Љубисава
Прва жена Љубисава
МИЉКА
поживи 55 год
КОВИНА
кћи Љубисава
поживи 13 год. …
(текст даље оштећен)
Споменик Стојки Стевановић (†1930)
Овде почива
СТОЈКА
супруга Чедомира Стевановића из Ртара
после кратког боловања
препусти душу 1930 год
Спомен јој подиже муж Чедомир
и синови Ђорђе и Милош
Споменик Љубисаву Стевановићу (†1942) и његовим синовима
Овде почива
ЉУБИСАВ Стевановић из Ртара
поживи 79 г.
а умре 22 маја 1942 г
Бог да му душу прости
Спомен му подиже син Миломир
и супруга Крстина
До оца почивају синови
БУДИМИР и МИЛЕНКО